# Kristina Lindell
Ulla Märta Kristina Lindell, född 1928, död 2005, var en svensk språkvetare, folklorist, och forskare i Öst- och Sydostasiens kulturer. Hon blev hedersdoktor vid Lunds universitet 1994. 
Hon hade stort inflytande på en lång rad svenska Asienforskare, inte minst genom sin gärning vid Lunds universitet, där hon i början av 1970-talet byggde upp en ny institution med undervisning i kinesiska, japanska, Thai, och indonesiska. År 1984 lanserades Programmet för Öst- och Sydöstasienstudier.

## Biografi
Kristina Lindell var född i Lund men växte upp i Slågarp söder om Malmö. Modern Ester var telefonist, och fadern Eric anställd vid SJ. Kristina tog studenten på korrespondens, och lärde sig tyska och engelska privat. Hennes första jobb, tio år gammal, var som svensk-tysk tolk vid en järnvägsutställning i Nässjö (Mårtensson, 2003). Hon utbildade sig till småskollärare, och arbetade i många år som lärare. Men sedan tog hon upp kinesiskan och lingvistiken vid St. Andrews i Skottland, och på Köpenhamns Universitet. Hon undervisade sedermera själv i Thai, och i kinesiska, viket hon också praktiserat i Peking, under tidigt 1960tal. 
År 1972 lanserade hon ett forskningsprojekt om Kammu-folket i Laos, "Kammu Language and Folklore," baserat vid den forskningstation vid Lampang i norra Thailand som drevs av dåvarande Scandinavian Institute of Asian Studies vid Köpenhamns Universitet (vilket senare döptes om till Nordic Institute for Asian Studies, NIAS). 
År 1973 mötte hon Kàm Ràw (Thai-namn Damrong Tayanin, 1938-2011), en polyglott medlem av Kammu-folket med djupa kunskaper om sitt eget folks traditioner och muntliga litteratur. 
Kristina Lindell samarbetade sedan under många år med Kàm Ràw samt med lingvisten Jan-Olof Svantesson, folklivsforskaren Jan-Öjvind Swahn, och andra forskare, vilka tillsammans publicerade en lång rad böcker och andra publikationer om språk, muntlig litteratur och kultur hos Kammu-folket (vars namn ibland skrivs Khmu, och som huvudsakligen bor i Laos och Thailand, med en diaspora i andra länder). 
Också Kàm Ràw, som flyttade till Lund år 1974, blev hedersdoktor vid Lunds Universitet (1986). Både han och Kristina Lindell är begravda på Limhamns kyrkogård, nära Malmö.